# Picacho del Diablo
Picacho del Diablo é o pico mais alto da península da Baixa Califórnia, com 3096 m de altitude e 2120 m de proeminência topográfica. Também é designado Cerro de la Encantada. O pico situa-se na Sierra de San Pedro Mártir, parte das Cordilheiras Peninsulares, no estado mexicano da Baixa Califórnia.